# Hermodórosz (építész)
Hermodórosz (Kr. e. 2. század) görög építész.
Szalamiszról származott, Rómában élt és alkotott. A Circus Flaminius negyedben a Mars-templomot és a Navaliát építette. Cornelius Nepos és Cicero tesznek említést róla munkáikban.